# Istoria Balcanilor

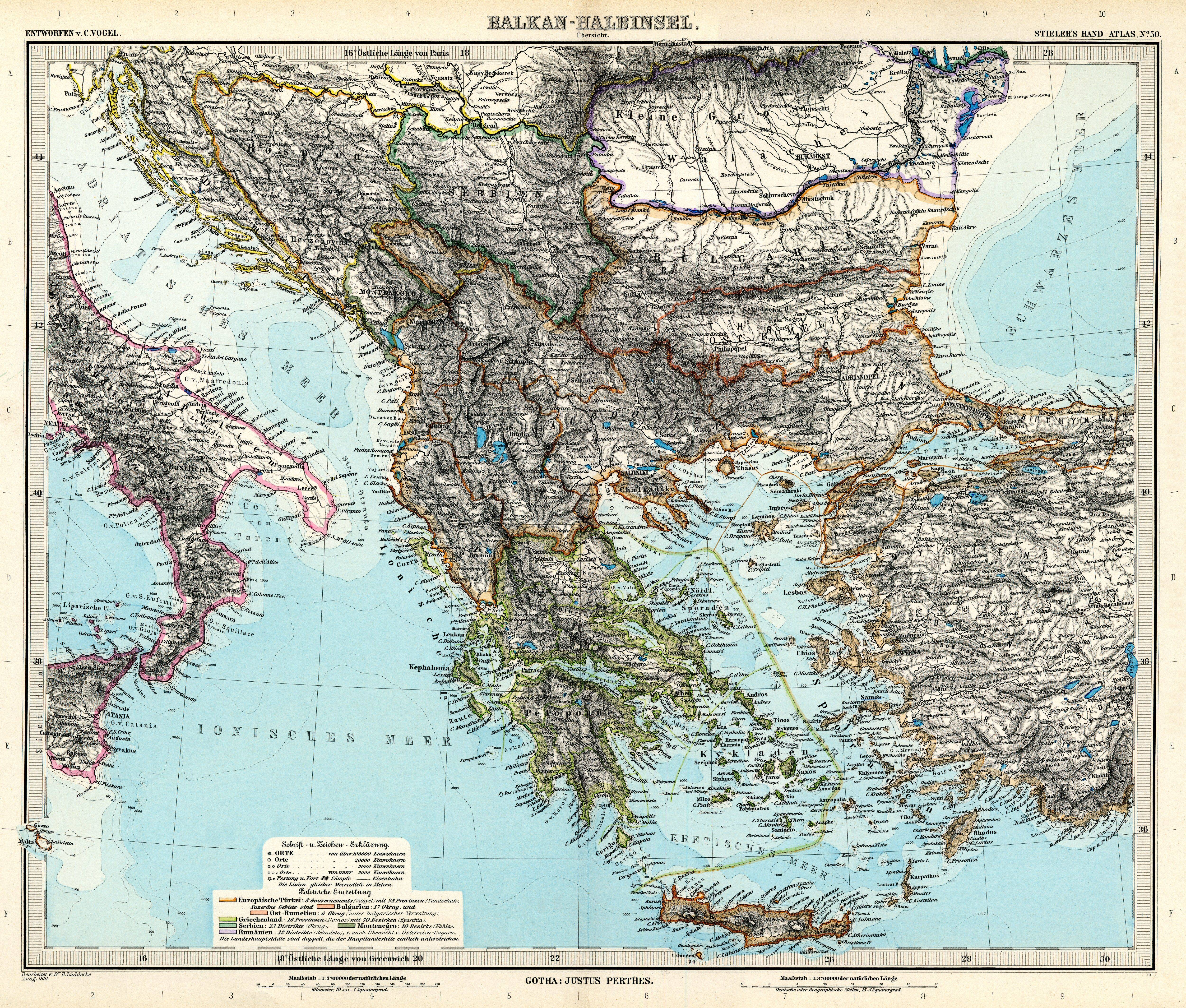
Peninsula Balcanică în 1891

Regiunea balcanică a fost prima zonă a Europei în care a început să se cultive pământul în neolitic. Practicile cultivării grânelor și a creșterii turmelor de animale au fost aduse în Balcani din Orientul Mijlociu prin Anatolia și s-au întins către vest și nord, în Panonia și Europa Centrală. 
În antichitatea pre-clasică și antichitatea clasică, regiunea a fost locuită de greci, iliri, panoni, traci și alte grupuri antice. Regiunea a fost cucerită mai târziu de Imperiul Roman, cultura romană și limba latină impunându-se în zonă, în condițiile în care o bună parte a rămas sub influența elină. În timpul evului mediu, Balcanii au devenit teatrul de luptă dintre bizantini, bulgari și sârbi, fiecare încercând să obțină controlul asupra acestei regiuni cheie. 

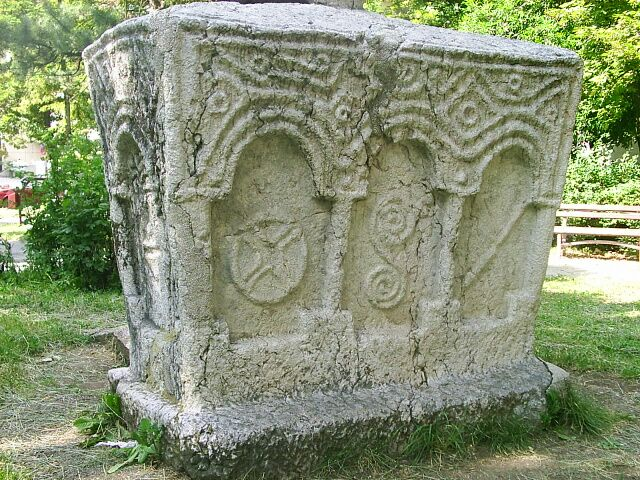
Monument funerar (stecak) atribuit vlahilor din Bosnia si Muntenegru

Vlahii de la sud de Dunăre au luat parte la apariția statului Vlaho-Bulgar și a unor provincii autonome sub conducerea lui Dobromir Chrysus si Ivancu si au participat la numeroase răscoale împotriva Imperiului Roman de Răsărit. Vlahii au condus un timp Principatul Zeta și au fost o mare pătură avută în Principatul Hum (Zachlumia, Bosnia). În urma lor în Bosnia și Muntenegru au rămas faimoasele monumente funerare numite stecci, ridicate în secolele XI-XV.
Până la sfârșitul secolului al XVI-lea, Imperiul Otoman a devenit forța stăpânitoare în zonă, deși leagănul puterii turcești se afla în Anatolia. În ultimii 550 de ani, datorită frecventelor războaie otomane în Europa duse în această zonă, ca și datorită izolării Imperiului Otoman față de curentul principal al dezvoltării economice, (reflectată prin schimbarea centrului de greutate politic și economic din Levant către Oceanul Atlantic), Balcanii au devenit partea cea mai slab dezvoltată a Europei. 
Națiunile balcanice au început să-și recâștige independența în secolul al XIX-lea, iar în perioada 1912 – 1913, o alianța zonală, Liga Balcanică, a învins Turcia în războaiele balcanice, reducându-i  teritoriul european la ceea ce este azi. Primul război mondial a izbucnit în 1914 datorită asasinării Arhiducelui Franz Ferdinand de Austria în Saraievo, capitala Bosniei. 
După al doilea război mondial, Uniunea Sovietică și comunismul au jucat un rol foarte important în Balcani. Pe timpul războiului rece, cele mai multe țări ale regiunii au fost conduse de guverne pro-sovietice. 
În ciuda faptului că aveau guverne comuniste, Republica Socialistă Federală Iugoslavia (în 1948) și Albania (în 1961) au ieșit din sfera de influență sovietică. Iugoslavia, condusă de Mareșalul Josip Broz Tito (1892–1980), după ce la început a propus, ca mai apoi să respingă unirea într-o federație a slavilor de sud cu Bulgaria, a căutat să strângă relațiile cu țările capitaliste vestice, ajunds în cele din urmă să se alăture mai multor țări din lumea a treia în Mișcarea de Nealiniere. Pe de altă parte, Albania s-a apropiat de Republica Populară Chineză, pentru ca în cele din urmă să adopte o poziție izolaționistă. 
Singurele țări necomuniste din zonă erau Grecia și Turcia, care erau, (și sunt și în ziua de azi), membre al e NATO. 
La sfârșitul secolului trecut, regiunea a fost afectată de conflictul armat din republicele fostei Iugoslavii, care au avut ca rezultat intervenția forțelor NATO în Bosnia și Herțegovina, Kosovo și Republica Macedonia. Statutul regiunii  Kosovo și a etnicilor albanezi au rămas probleme nerezolvate până în ziua de azi. 
Țarile balcanice controlează direct culoarul european terestru dintre Europa Occidentală și Asia de sud-vest (Asia Mică și Orientul Mijlociu). În zilele noastre, țările balcanice au atitudini prietenoase față de UE și SUA.
Grecia este membru al UE din 1981, Slovenia și Cipru sunt din 2004, România și Bulgaria au devenit membre ale UE în 2007, iar Croația din 2013. Turcia a cerut să fie admisă in 1963, dar nici până în ziua de azi negocierile nu au început, deși s-au semnat unele înțelegeri. Bulgaria, Slovenia și România au devenit membre NATO din 2004. 
Toate celelalte țări și-au exprimat dorință să intre în UE în viitor.